# Araripogon axelrodi
Araripogon axelrodi là một loài ruồi trong họ Asilidae. Araripogon axelrodi được Grimaldi miêu tả năm 1990. Loài này phân bố ở vùng Tân nhiệt đới.